# Cataleptoneta
Cataleptoneta es un género de arañas araneomorfas de la familia Leptonetidae. Se encuentra en Turquía, Líbano, Croacia y Grecia. 

## Lista de especies
Según The World Spider Catalog 11.5:
- Cataleptoneta aesculapii (Brignoli, 1968)
- Cataleptoneta edentula Denis, 1955
- Cataleptoneta lingulata Wang & Li, 2010
- Cataleptoneta sbordonii (Brignoli, 1968)
- Cataleptoneta semipinnata Wang & Li, 2010
- Cataleptoneta sengleti (Brignoli, 1974)